# Wipo
Wipo, Wippo, Wipon (zm. po 1046) – pisarz, kronikarz, prezbiter cesarskiej kapeli dworskiej za czasów dynastii salickiej.

## Życiorys
Urodził się zapewne pod koniec X wieku. Jego rodzinnymi stronami była albo Szwabia, albo, co bardziej prawdopodobne, obszar obecnej zachodniej Szwajcarii (Burgundia). Prezbiterem w kapeli dworskiej Konrada II został zapewne ok. 1024, choć w kancelarii królewskiej mógł pracować już wcześniej. Brał udział w dwóch kampaniach wojennych cesarza Konrada II: burgundzkiej (1033) i przeciwko Wieletom (1035). Pod koniec lat 30. powrócił do Burgundii, gdzie dowiedział się o śmierci Konrada. Być może utrzymał swoje stanowisko także na dworze następcy, Henryka III, będąc jego spowiednikiem. Z Henrykiem, którego był być może wychowawcą i nauczycielem, spotkał się w lutym 1040 w Konstancji i 25 grudnia roku następnego w Strasburgu. W obu przypadkach miało to związek z wręczeniem władcy pozycji ze swojej twórczości (w Konstancji był to wiersz poświęcony śmierci Konrada II, w 1041 było to dziełko Tetralogus). Pod koniec życia osiadł gdzieś w pobliżu czeskiej granicy, gdzie zapewne stworzył swoje magnum opus: Gesta Chuonradi II Imperatoris (Chwalebne czyny cesarza Konrada II). Możliwe jest też, że uczestniczył jeszcze w zjeździe w Merseburgu w lecie 1046, w tym wypadku byłaby to jego ostatnia znana aktywność.

## Dzieła

### Zachowane
- Victimae Paschali Laudes (sekwencja wielkanocna)
- Proverbia centum
- Versus pro obitu Chuonradi imperatoris (1040)
- Tetralogus (1041)
- Versus ad mensam regis
- Rithmus ad Henricum
- Gesta Chuonradi II Imperatoris (1046 lub 1047)

### Niezachowane
- Gallinarius (wiersz poświęcony walkom o Burgundię)
- Breviarium (wiersz poświęcony wyprawie Konrada II na Burgundię w lutym 1033 oraz na Wieletów w 1035)
- hymn poświęcony przekazaniu Burgundii we władanie Henrykowi III

### Niepewne autorstwo
- Cantilena in Chuonradum II. factum imperatorem
- Cantilena in Henricum III. Anno MXXVIII regem coronatum